# الشبكة الدولية للمدارس العامة
الشبكة الدولية للمدارس العامة هي بمثابة مؤسسة تعليمية غير ربحية تدعم 12 مدرسة ثانوية دولية من دورها أن تقوم بخدمة المهاجرين الجدد في نيويورك وكاليفورنيا.

## الهدف
يتمثل الهدف من الشبكة الدولية في توفير التعليم الجيد للمهاجرين الذين وصلوا مؤخرا وذلك من خلال عملية إنشاء وإدامة شبكة وطنية قوية للمدارس الثانوية الدولية، وفي نفس الوقت ينبغي توسيع تأثيرنا وذلك من خلال تبادل أفضل الممارسات والتأثير في السياسة لتعليم اللغة الإنجليزية على نطاق وطني.

## معلومات تاريخية
افتتحت المدرسة الدولية الثانوية في عام 1985، وهي بمثابة جهد تعاوني بين قسم التعليم الخاص بمدينة نيويورك وكلية المجتمع لاغوارديا. وكان الهدف هو إنشاء مدرسة لمعالجة تزايد عدد السكان من الطلاب المهاجرين مؤخرا في مدينة نيويورك مع إجادة اللغة الإنجليزية. وفي هذه المدرسة، تم تطوير نموذج تعليمي فريد من أجل دمج المحتوى وتعليم اللغة، والمشروع القائم على التعليم بالإضافة إلى تعاون الطلاب. في أوائل عام 1990 تم افتتاح مدرستين شقيقتين في مانهاتن وبروكلين. ويشار إلى أنه شكلت ثلاث مدارس شراكة المدارس الدولية لدعم احتياجات التطوير المهني للمدارس الثلاث وتعزيز التوسع في هذا النموذج. وفي عام 2004، اكتسبت الشراكة حالة غير ربحية، وأصبحت بمثابة الشبكة الدولية للمدارس العامة. ومنذ بدايتها، افتتحت الشراكة والشبكة 9 مدارس إضافية على أساس النموذج الأصلي. وقد تم تمويل الشبكة في البداية في جزء كبير منه من خلال منحة من مؤسسة بيل وميليندا غيتس، ولكن الشبكة اتسعت منذ ذلك الحين ووسعت من منحها.

## الجوائز وشهادات التقدير
إن المنهج الدولي للتدريس تم دراسته من قبل باحثين في جامعة ستانفورد – شبكة إعادة تصميم الشبكة المدرسية ومركز الدراسات العليا التابع لجامعة مدينة نيويورك. وجدت دراسة جامعة ستانفورد بقيادة ليندا دارلينغ هامونند (Linda Darling-Hammond) وفريقها من الباحثين «أن الشبكة الدولية للمدارس العامة (الدولية) هو النموذج المهم الذي تم نشأته في مدينة نيويورك وأظهرت نفسها على أنها ناجحة وقابلة للتكييف على حد سواء» في ولاية كاليفورنيا. ووجدت ميشيل فاين (Michelle Fine) وفريق من الباحثين من مركز الدراسات العليا التابع لجامعة مدينة نيويورك أن طلاب المدارس الثلاث الدولية تفوقوا على كل من متعلمي اللغة الإنجليزية والناطقين باللغة الإنجليزية (في مدينة نيويورك) في معدلات التخرج. كما حافظت المدارس الدولية أيضًا على انخفاض معدلات التسرب من الطلاب.. The International schools also maintained lower drop out rates than ELL students and English only students.
وفي عام 2009، أعلن معهد سياسات الهجرة (MPI) عن أسماء الفائزين الأربعة في افتتاحية إي بلوريباس أنوم (E Pluribus Unum) بجوائز وطنية استثنائية خاصة بالمهاجرين. وقد تم تسمية الشبكة الدولية للمدارس العامة بسبب عملها في التدريس للطلاب المهاجرين.

## الطلاب
اليوم تخدم الشبكة حوالي 4,000 طالب سنويًا من 90 بلدًا. و86 في المائة من الطلاب يأتون من أسر ذات دخل منخفض. وكان 15 في المائة من الطلاب ممن تركوا التعليم الرسمي بسبب الحروب أو عدم وجود خيارات التعليم المجاني في بلدانهم الأصلية. وقد تم فصل 70 في المائة من الطلاب عن أحد الوالدين أو كليهما خلال هجرة أسرهم إلى الولايات المتحدة الأمريكية.

## المدارس
- المدرسة الدولية الثانوية في كلية لاغوارديا
- مدرسة مانهاتن الثانوية الدولية
- مدرسة بروكلين الثانوية الدولية
- مدرسة برونكس الثانوية الدولية
- مدرسة بروسبكت هايتس الثانوية الدولية
- مدرسة فلاشينغ الثانوية الدولية
- المدرسة الأمريكية القومية الثانوية الدولية
- مدرسة المجتمع الدولي الثانوية

*المدرسة الثانوية الدولية بلافاييت
- مدرسة أوكلاند الثانوية الدولية
- المدرسة الأمريكية القومية الثانوية الدولية بمونرو
- مدرسة سان فرانسيسكو الثانوية الدولية
- المدرسة الثانوية الدولية في ميدان الاتحاد